# Сеньков (Львовская область)
Сеньков (укр. Синьків) — село в Радеховской городской общине Шептицкого района Львовской области Украины.
Население составляет ↘490 человек. Население по переписи 2001 года составляло 583 человека. Занимает площадь 1,61 км². Почтовый индекс — 80222. Телефонный код — 3255.